# Szeka-túra
A Szeka-túra (eredeti cím: Guilt Trip) 2012-es amerikai road-filmvígjáték, amelyet Anne Fletcher rendezett Dan Fogelman forgatókönyve alapján. A főszerepben Barbra Streisand és Seth Rogen, akik egyben a film vezető producerei is voltak. 
A filmet 2012. december 19-én mutatták be, és vegyes értékeléseket kapott a kritikusoktól. A 40 millió dolláros gyártási költségvetésből 41 millió dolláros bevételt ért el.

## Rövid történet
Amikor Andy Brewster feltaláló élete útjára készül, egy gyors megálló az édesanyjánál váratlanul országjáró utazássá válik, az anyja pedig vele tart.

## Szereplők
- Barbra Streisand - Joyce Brewster
- Seth Rogen - Andrew "Andy" Brewster
- Brett Cullen - Benjamin Graw
- Adam Scott - Andrew Margolis, Jr.
- Ari Graynor - Joyce Margolis
- Casey Wilson - Amanda Darlingson
- Colin Hanks - Rob O'Farrell
- Yvonne Strahovski - Jessica
- Jeff Kober - Jimmy
- Miriam Margolyes - Anita
- Kathy Najimy - Gayle
- Dale Dickey - Tammy
- Nora Dunn - Amy
- Brandon Keener - Ryan McFee
- Danny Pudi - Sanjay
- Rick Gonzalez - Mark
- Zabryna Guevara - K-Mart végrehajtó
- Robert Curtis Brown - K-Mart végrehajtó
- Tom Virtue - Érett szinglik férfi
- Steve Tom - OSH végrehajtó
- Creed Bratton - Suitor
- Michael Cassidy - ál Andy
- Eddie Shin - Chris Chung
- Amanda Walsh - Lisa

## Bevétel
A film 5,3 millió dollárt hozott a nyitóhétvégén, ezzel a 6. helyen végzett. Végül az Egyesült Államokban 37,1 millió dollárt, más országokban 4,7 millió dollárt termelt, így összesen világszerte 41,9 millió dollárt gyűjtött.

## Médiakiadás
A Szeka-túra 2013. március 19-én jelent meg DVD-n, PG-13-as besorolással.